# Mobidougou
Mobidougou este o comună din departamentul Kobenni, Regiunea Hodh El Gharbi, Mauritania, cu o populație de 12.677 locuitori.